# Maine-Anjou

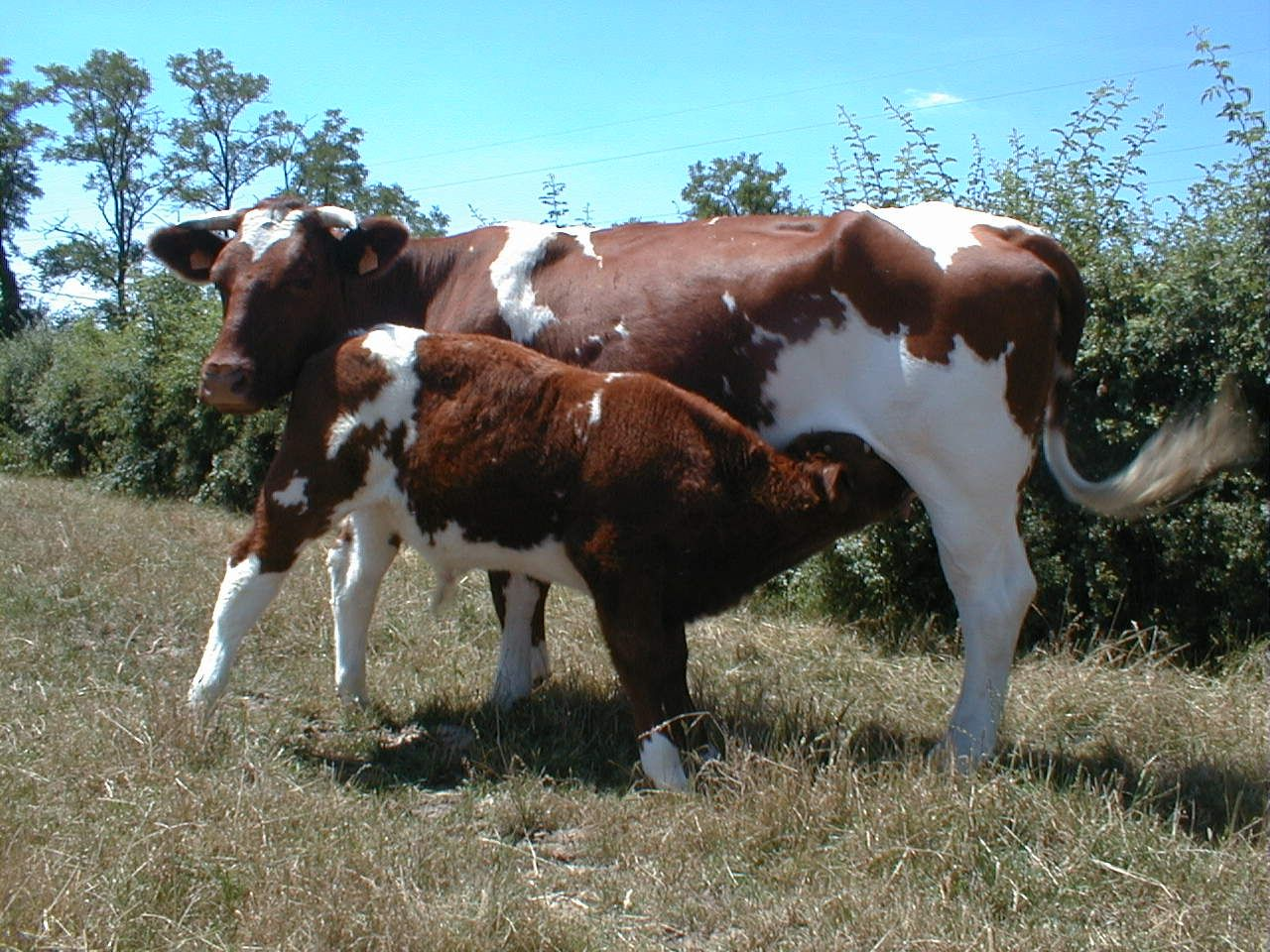
Maine-Anjou Kuh und Kalb

Maine-Anjou (französisch auch: Rouge des prés) ist eine Rinderrasse der Region Anjou im Westen Frankreichs.
Es handelt sich um großrahmige Tiere, Kühe 142 cm Widerristhöhe bei ca. 800 kg, Bullen ca. 152 cm Widerrist bei ca. 1200 kg, die zur Fleischnutzung gehalten werden. Die Tiere sind braunrot-weiß gescheckt und behornt. Die Rasse entstand aus Kreuzungen einer Landrasse mit Shorthornrindern im 19. Jahrhundert. Mitte des 20. Jahrhunderts wurde die Fleischleistung und Schlachtleistung der Rasse bedeutend verbessert.
Sofern die weiteren Anforderungen der Produktspezifikation erfüllt sind kann das Fleisch der Tiere unter der geschützten Ursprungsbezeichnung Maine-Anjou vermarktet werden. Dabei ist das Herkunftsgebiet auf verschiedene Gemeinden in den Departements Ille-et-Vilaine, Loire-Atlantique, Maine-et-Loire, Mayenne, Sarthe, Deux-Sèvres, Vendée und Orne beschränkt.